# Gasdrehgriff

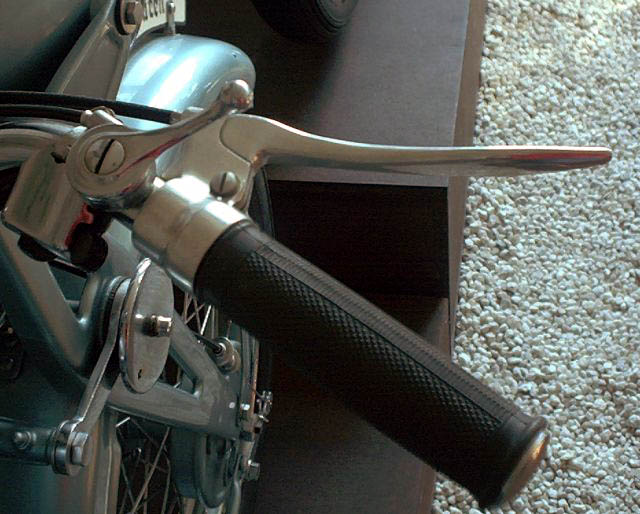
Gasdrehgriff an einer NSU OSL 251

Der Gasdrehgriff (auch Gasgriff, Drehgriff) ist ein Bedienelement zur Steuerung der Motorleistung mit der Hand.
Er wird insbesondere an motorisierten Zweirädern und Hubschraubern, aber auch bei Behindertenfahrzeugen, kleinen Außenbordmotoren oder Ultraleichtflugzeugen eingebaut.

## Funktion
Der Gasdrehgriff besteht neben dem eigentlichen Griff aus einer Hülse, die ihn trägt, und einem Gehäuse, das die Hülse drehbar lagert. Der im Gehäuse befindliche Teil der Hülse weist umlaufende Rillen auf, die einen Bowdenzug führen. Ein Drehmoment am Griff wird so in eine Zugkraft umgesetzt, die die Drosselklappen oder Schieber (Schiebervergaser) öffnet und dadurch die Motorleistung erhöht. Mit nachlassender Zugkraft schließen Federn Drosselklappe oder Schieber und ziehen dabei den Gasdrehgriff in seine Ausgangsstellung zurück. Ein zusätzlicher, entgegengesetzt wirkender Bowdenzug wird vorgesehen, wenn unter allen Umständen sichergestellt sein soll, dass die Motorleistung reduziert werden kann.
Mit dem zunehmenden Einsatz elektronischer Motorsteuerungen geht die Entwicklung vom mechanischen Bowdenzug weg zu einer elektronischen Betätigung mit einem Hall-Sensor im Gasdrehgriff und einem Stellmotor an der Drosselklappe (Ride-by-Wire/Drive-by-Wire).

## Motorrad

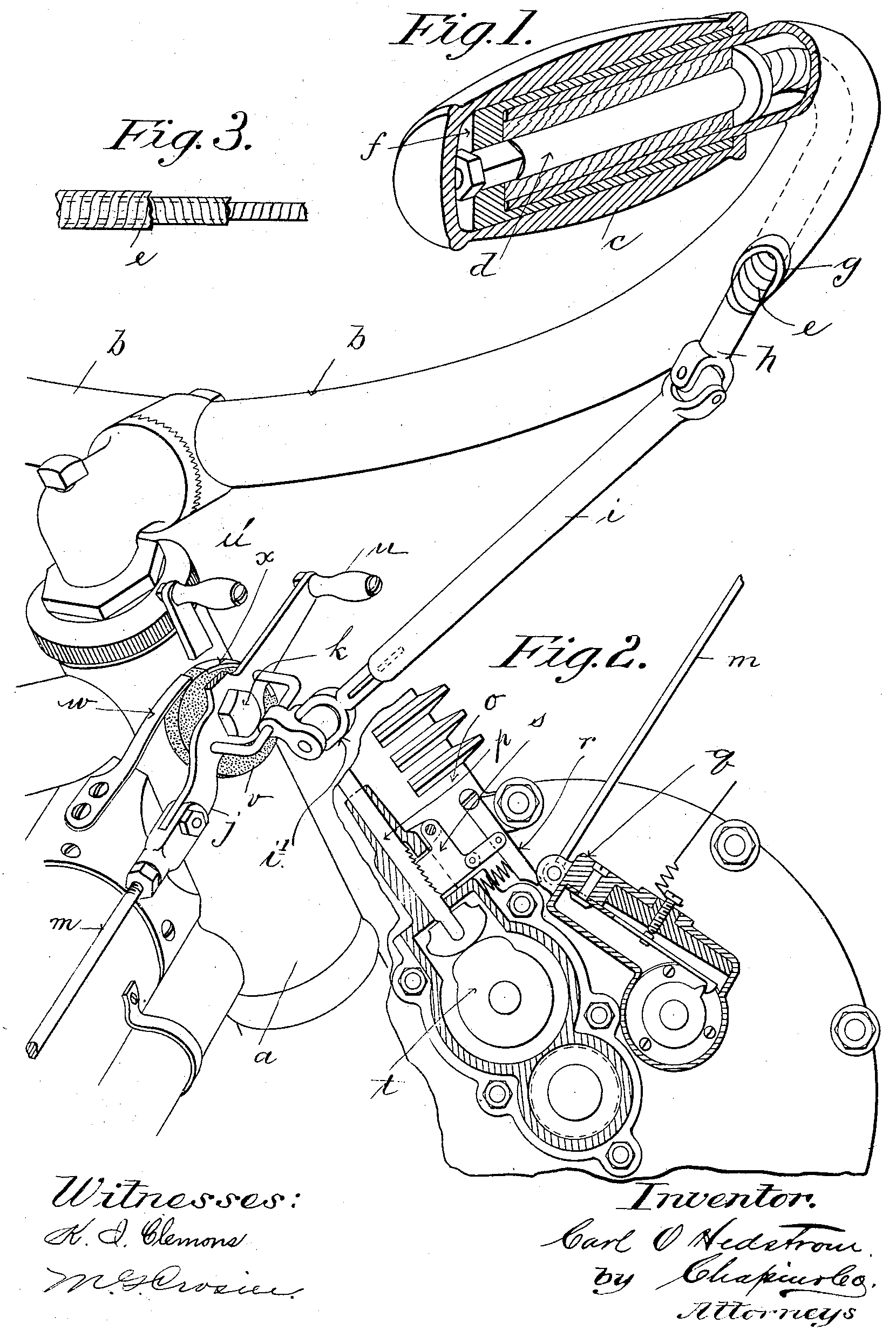
Patentzeichnung aus US-Patent 765138 (eingetragen 1903)

Der Gasdrehgriff für Motorräder wurde 1904 von Oscar Hedstrom während seiner Zeit bei Indian entwickelt und patentiert.
An motorisierten Zweirädern befindet sich der Gasdrehgriff in der Regel an der rechten Lenkerseite. In der DIN 73005 "Bedienungshebel bei Krafträdern" vom Mai 1940 ist das rechte Lenkerende als Platz für den Gasdrehgriff vorgegeben und der Drehsinn des Gasdrehgriffes zeichnerisch mit Pfeilen festgelegt.

## Hubschrauber
Beim Hubschrauberflug kontrolliert der Pilot mit der (üblicherweise linken) Hand über einen Hebel die kollektive Blattverstellung (engl. Pitch) und mit dem am Pitchhebel oben angebrachten Gasdrehgriff gleichzeitig die Motor- bzw. Turbinenleistung. Zu beachten ist dabei, dass die Drehrichtung von der bei Motorrädern üblichen Drehrichtung abweicht (Drehung Richtung Fingerspitzen = Schub erhöhen; Drehung Richtung Handgelenk = Schub verringern). Nicht alle Hubschrauber verfügen über einen Gasdrehgriff. Insbesondere Hubschrauber mit Gasturbinen regeln je nach Triebwerksmanagement den notwendigen Schub automatisch.